# 撲克牌型
同花顺
四條（鐵支、鐵扇、炸彈）
夫佬（滿堂紅、葫蘆）
同花
蛇（順子）
三条
两对
对子
散牌（烏龍、高牌、魯蛋）
在不同的撲克牌遊戲中，例如梭哈、鋤大弟、十三張、德州撲克等等，都會以五張牌的組合，比較大小來決定勝負。五張牌的組合，會分成為不同的撲克牌型。

## 牌型
所有五張牌的組合，按以下順序，由大至小排列分為不同牌型：
| 牌型（別名）                     | 英文名 | 說明                                         | 範例 | 範例 | 範例 | 範例 | 範例 |
| -------------------------------- | ------ | -------------------------------------------- | ---- | ---- | ---- | ---- | ---- |
| 同花順                           |        | 五張同一花色且順號的牌。                     | 10♠  | J♠   | Q♠   | K♠   | A♠   |
| 鐵支（四條、鐵扇）               |        | 有五張牌當中有四張點數相同。                 | 4♠   | 4♥   | 4♣   | 4♦   | 9♥   |
| 葫蘆（夫佬、富而好施、三帶一對） |        | 三張同一點數的牌，加一對其他點數的牌。       | 8♠   | 8♣   | 8♦   | K♠   | K♥   |
| 同花（花）                       |        | 五張同一花色的牌。                           | 3♠   | 4♠   | 8♠   | J♠   | K♠   |
| 順子 (蛇）                       |        | 五張順連的牌。A不能在中間                    | A♣   | 2♣   | 3♥   | 4♦   | 5♠   |
| 三條(允許只出三隻)               |        | 有三張同一點數的牌。                         | 7♠   | 7♥   | 7♦   | 2♣   | K♦   |
| 兩對（Two啤、滔啤、Two胚、兔胚）   |        | 有兩張相同點數的牌，加另外兩張相同點數的牌。 | 8♠   | 8♦   | A♥   | A♣   | Q♠   |
| 對子（、胚）                     |        | 有兩張相同點數的牌。                         | 9♠   | 9♥   | 4♣   | J♠   | A♥   |
| 散牌（高牌、烏龍）               |        | 不能排成以上組合的牌，以點數決定大小。       | 3♠   | 6♥   | 9♦   | K♠   | A♣   |

## 比較方法
大部分的撲克牌遊戲按以下規則比較牌面大小：
- 先比牌型，再比點數，最後花色

牌型 -> 點數 -> 花色
- 牌型大小

同花順> 四條> 葫蘆> 同花> 順子> 三條> 兩對> 對子> 散牌
- 點數

A>K>Q>J>10>9>8>7>6>5>4>3>2
但同花順和順子中A如果配上2345時當1點，港澳地區則是當14點。
四條、葫蘆、三條、兩對、對子先比同樣點數較大的牌，再比同樣點數較小的牌。例如：葫蘆先比三條，再比對子；兩對先比點數較大的對子，再比點數較小的對子，最後才是比單張。
- 花色

香港玩法：♠> ♥> ♣> ♦
台灣玩法：♠> ♥> ♦> ♣
一律比完所有點數才比花色，部分地區花色大小不同，或者是不比花色。
四條、葫蘆、三條、兩對、對子先比同樣點數張數最多的牌。例如：當兩對點數完全一樣時比點數較大的對子花色；當一對點數完全一樣時比對子花色。
：港澳紙牌玩法
大老二：非港澳紙牌玩法
- 牌的順序無關

可以依照牌型、點數、花色而調整順序，因此就算順序亂七八糟也不影響牌的大小。
- 牌面必定是五張。

如果遊戲中出牌多過五張，只選其中五張作比較，餘下的牌不影響結果。
- 順子比牌變種

TJQKA>9TJQK>89TJQ>789TJ>6789T>56789>45678>34567>23456>A2345
TJQKA>A2345>9TJQK>89TJQ>789TJ>6789T>56789>45678>34567>23456
。
- 同花比牌

同花比法因為部分玩法不比花色，當加入花色比法產生分歧，正式比法先比完所有點數才比花色；另有玩法是最大的牌一樣點數時比直接比花色，兩對、對子、散牌也如同同花的爭議。

## 牌型概率
1. 除去鬼牌後剩52张牌，點數為2-3-4-5-6-7-8-9-10-J-Q-K-A，花色為黑桃、红心、梅花、方块。

总共有52张，從中选5张，則形成 2,598,960 种情况。

计算：{\displaystyle C_{5}^{52}={52 \choose 5}={\frac {52!}{5!47!}}={\frac {52{\times }51{\times }50{\times }49{\times }48}{5{\times }4{\times }3{\times }2{\times }1}}=2598960}
1. 同花顺：花色有4种，牌面从A2345到10JQKA有十个顺子。共有40种。

计算：{\displaystyle {4 \choose 1}{10 \choose 1}=4{\times }10=40}

概率：{\displaystyle P={\frac {40}{2598960}}=1.539{\times }10^{-5}}
1. 四條：牌面有13选一为4條，另外从这4张外剩余48张中选一。共有624种情况。

计算：{\displaystyle {13 \choose 1}{48 \choose 1}=13{\times }48=624}

概率：{\displaystyle P={\frac {624}{2598960}}=2.401{\times }10^{-4}}
1. 葫蘆：牌面有13选一为3條，花色4选3；剩余牌面12选一为对，花色4选2。共有3744种情况。

计算：{\displaystyle {13 \choose 1}{4 \choose 3}{\times }{12 \choose 1}{4 \choose 2}=13{\times }4{\times }12{\times }6=3744}

概率：{\displaystyle P={\frac {3744}{2598960}}=1.44058{\times }10^{-3}}
1. 同花：花色4种，牌面13选5，再减去顺子10种。共有5108种。

计算：{\displaystyle {4 \choose 1}{\times }({13 \choose 5}-{10 \choose 1})=4{\times }{({\frac {13{\times }12{\times }11{\times }10{\times }9}{5{\times }4{\times }3{\times }2{\times }1}}-10)}=5108}

概率：{\displaystyle P={\frac {5108}{2598960}}=1.9654{\times }10^{-3}}
1. 顺子：牌面从A2345到10JQKA有十个顺子，花色45减去同花4种。共有10200种。

计算：{\displaystyle {10 \choose 1}{\times }(4^{5}-4)=10{\times }(1024-4)=10200}

概率：{\displaystyle P={\frac {10200}{2598960}}=3.92465{\times }10^{-3}}
1. 三條：牌面有13选一种为3條，花色4选3；剩余牌面12选2为单牌，花色都有4种可能。共有54912种情况。

计算：{\displaystyle {13 \choose 1}{4 \choose 3}{\times }{12 \choose 2}{4 \choose 1}^{2}=54912}

概率：{\displaystyle P={\frac {54912}{2598960}}=0.02112845}
1. 兩對：牌面有13选2为对子，花色都是4选2；另外一张只要在其余11选一，花色有4种。共有123552种情况。

计算：{\displaystyle {13 \choose 2}{4 \choose 2}^{2}{\times }{11 \choose 1}{4 \choose 1}=123552}

概率：{\displaystyle P={\frac {123552}{2598960}}=0.04753902}
1. 一對：牌面有13选一为对，花色4选2；另外從剩餘12选3，花色都有4种。共有1098240种情况。

计算：{\displaystyle {13 \choose 1}{4 \choose 2}{\times }{12 \choose 3}{4 \choose 1}^{3}=13{\times }6{\times }220{\times }64=1098240}

概率：{\displaystyle P={\frac {1098240}{2598960}}=0.42256903}
1. 散牌：牌面13选5减去顺子10种；花色45减去同花4种。共有1302540种情况

计算：{\displaystyle ({13 \choose 5}-{10 \choose 1})(4^{5}-4)=(1287-10){\times }(1024-4)=1302540}

概率：{\displaystyle P={\frac {1302540}{2598960}}=0.50117739}
所有情况总数：{\displaystyle 40+624+3744+5108+10200+54912+123552+1098240+1302540=2598960}
| 牌型   | 組合數     | 機率        |
| ------ | ---------- | ----------- |
| 同花順 | 00,000,040 | 0000.00154% |
| 四條   | 00,000,624 | 0000.0240%  |
| 葫蘆   | 00,003,744 | 0000.144%   |
| 同花   | 00,005,108 | 0000.197%   |
| 順子   | 00,010,200 | 0000.392%   |
| 三條   | 00,054,912 | 0002.11%    |
| 兩對   | 00,123,552 | 0004.75%    |
| 一對   | 01,098,240 | 0042.26%    |
| 散牌   | 01,302,540 | 0050.12%    |
| 總計   | 02,598,960 | 0100.00%    |

## 外部連結
- Wild Card paradox - curiouser.co.uk （页面存档备份，存于） 解釋使用百搭以後排名的改變。